# Harîtonivka, Korostîșiv
Harîtonivka (în ucraineană Харитонівка) este localitatea de reședință a comunei Harîtonivka din raionul Korostîșiv, regiunea Jîtomîr, Ucraina.

## Demografie
Componența lingvistică a localității Harîtonivka
     Ucraineană (97,63%)
     Rusă (2,37%)
Conform recensământului din 2001, majoritatea populației localității Harîtonivka era vorbitoare de ucraineană (97,63%), existând în minoritate și vorbitori de rusă (2,37%).